# Alexandru Guzun
Alexandru Guzun (n. 29 septembrie 1966, Drăsliceni, Criuleni) este un agent FIFA, antrenor de fotbal și fost fotbalist internațional moldovean.

## Biografie
Alexandru Guzun s-a născut pe 29 septembrie 1966, în satul Drăsliceni, raionul Criuleni, RSS Moldovenească, URSS. Este cel de-al optulea copil dintr-o familie numeroasă cu nouă copii.
În anul 1991 a absolvit Institutul Pedagogic „Ion Creangă” din Chișinău, specialitatea „Lector-antrenor de fotbal”. În anul 2003 a absolvit Universitatea de Stat din Moldova, Facultatea de drept, specialitatea „Drept public”; iar în anul 2003 absolvește Școala de antrenori din București.

## Cariera

### Club
A început să practice fotbalul de la vârsta de zece ani, antrenându-se în secția de fotbal din satul natal. Primul său antrenor i-a fost Vasile Dabija. Șase ani mai târziu, în anul 1982, a debutat la echipa „Izvoraș-67” din Drăsliceni, în Campionatul Moldovei, iar mai apoi, în anul 1987 a jucat pentru Institutul Pedagogic „Ion Creangă”, unde antrenor i-a fost Anatol Borș.
În anul 1989 Alexandru Guzun a debutat la echipa „Apoel Tighina” în Campionatul URSS, unde a jucat până în anul 1992, însumând un total de 124 de meciuri jucate și 6 goluri marcate. În 1992, alături de un grup întreg de legionari moldoveni (Gheorghe Harea, Ruslan Roic și Vladimir Gaidamașciuc) a jucat la Niva Vinița. Ulterior și-a continuat cariera la Rapid București, Nistru Otaci, Tiligul Tiraspol, Agro Chișinău, Torpedo Zaporojie, Dnipro Dnipropetrovsk și MFK Mikolaiîv.
A jucat în cupele europene cu trei echipe: Niva, Rapid și Tiligul. Inclusiv a jucat în meciul Inter Milano – Rapid București, de pe San Siro.

### Cariera internațională
Alexandru Guzun a jucat 22 de meciuri la echipa națională de fotbal a Moldovei, marcând un gol, contra Germaniei într-o înfrângere scor 1–3, pe 14 octombrie 2000, la Chișinău.

### Antrenor
După încheierea carierei de fotbalist Alexandru Guzun a devenit antrenor. Între 2001 și 2002 a antrenat echipa Victoraș Suruceni din divizia a doua. Din martie 2002 până în iunie 2003 a antrenat selecționata națională Under-21 a Moldovei.

### Impresar
Pe 24 martie 2004 Alexandru Guzun a obținut licența FIFA de impresar de fotbal. A început să practice meseria de Agent FIFA de jucători din anul 2005, prima activitate de impresariat fiind intermedierea transferului jucătorilor români Baston și Pârvu la Metalurg Zaporojie. Printre cele mai importante transferuri este transferul lui Serghei Covalciuc de la Karpatî Lvov la Spartak Moscova. În 2009 Alexandru Guzun a candidat la funcția de președinte al Federației Moldovenești de Fotbal, clasându-se pe locul doi, după Pavel Cebanu, care a fost ales pentru a patra oară președinte.

## Viața personală
Alexandru Guzun este căsătorit cu Carolina Guzun și împreună au doi copii: Alexandru (n. 1991) și Dumitru (n. 2004).

## Goluri internaționale
| Goluri internaționale marcate de Alexandru Guzun | Goluri internaționale marcate de Alexandru Guzun | Goluri internaționale marcate de Alexandru Guzun  | Goluri internaționale marcate de Alexandru Guzun | Goluri internaționale marcate de Alexandru Guzun | Goluri internaționale marcate de Alexandru Guzun | Goluri internaționale marcate de Alexandru Guzun     |
| #                                                | Data                                             | Stadion                                           | Adversar                                         | Scor                                             | Rezultat                                         | Competiție                                           |
| ------------------------------------------------ | ------------------------------------------------ | ------------------------------------------------- | ------------------------------------------------ | ------------------------------------------------ | ------------------------------------------------ | ---------------------------------------------------- |
| 1                                                | 14 octombrie 1998                                | Stadionul Republican, Chișinău, Republica Moldova | Germania                                         | 1–0                                              | 1–3                                              | Preliminariile Campionatului European de Fotbal 2000 |